# 冨士霊園
公益財団法人冨士霊園（ふじれいえん、英語: Fuji Cemetery）は、静岡県駿東郡小山町に位置する霊園で、無縁仏の共同納骨堂の設置運営と供養を行う三菱地所グループの公益法人である。かつては厚生労働省健康局所管の財団法人であった。
造園の基本計画は東京農業大学の戸野琢磨教授と金井格助教授の指導で三星観光が担当した。
園地内は季節の花を植栽して「日本さくら名所100選」に選出された。また、半世紀にも及ぶ計画的な造園とその高いデザイン性が評価され、2014年度グッドデザイン賞を受賞した。景観に配慮した公園墓地の分野としては、初の受賞である。

## 概要

### 基本情報[6]
- 所在地：静岡県駿東郡小山町大御神888-2
- 総面積：213万平方メートル（64万坪）
- 総区画数：約7万区画
- 開園年：1965年（昭和40年）7月
- 主要施設：礼拝堂、やすらぎの苑慰霊堂、富士見会館（本館、新館、別館）、富岳亭、レストランふじみ
- 宗教：不問

### 営業時間[6]
- 開園時間：9時 - 16時30分
- 休園日：毎週水曜日（祝日の時は翌日）

## アクセス[7]
- JR御殿場線駿河小山駅下車、駅前からバスで約20分（平日は無料送迎バス、土日祭日は路線バス）
- JR御殿場線御殿場駅下車、駅前からバスで約25分（平日は無料送迎バス、土日祭日は路線バス）、駅前からタクシーで約20分
- 小田急小田原線新松田駅下車、駅前から富士急モビリティ「松95」（特急 新松田駅 - 冨士霊園）で45分（3月 - 11月の土休日と春秋彼岸・新旧盆のみ運行）
- 東名高速道御殿場インターチェンジより約25分、東名大井松田インターチェンジより約45分、東名足柄スマートインターチェンジより約15分、新東名御殿場インターチェンジより約10分
- 新宿駅より直通墓参バス運行（毎日運行、小田急ハイウェイバス運行）

## 近隣施設
- 富士スピードウェイ
- 東富士カントリークラブ
- 富士国際ゴルフ倶楽部

## 埋葬されている著名人
- 本田宗一郎（本田技研工業創設者）
- 藤山一郎（国民栄誉賞受賞・歌手）
- 板垣守正（板垣退助孫・劇作家）[8]
- 高木俊朗（映画監督）
- 千秋実（俳優）
- 辰巳柳太郎 (俳優）
- 小林桂樹（俳優）
- 根津甚八（俳優）
- 杉村春子（女優）
- 野際陽子（女優・元NHKアナウンサー・司会者・ナレーター）
- 大浦みずき（女優、元宝塚歌劇団花組トップスター）
- 清水由貴子（タレント）
- 保科善四郎（軍人・政治家）
- 三島中洲（二松學舍大学創立者）
- 橋田壽賀子（脚本家）
- 市川房枝（政治家）
- 古橋廣之進（元水泳選手）

## 施設
- 文学碑公苑 - 日本文藝家協会会員約800人の共同墓。
- 満鉄留魂碑 - 南満州鉄道関係者の慰霊碑。